# Parque nacional de Port-Cros
El Parque Nacional de Port-Cros (en francés Parc National de Port-Cros) es un espacio natural protegido francés situado en la isla mediterránea de Port-Cros, al este de Toulon. 

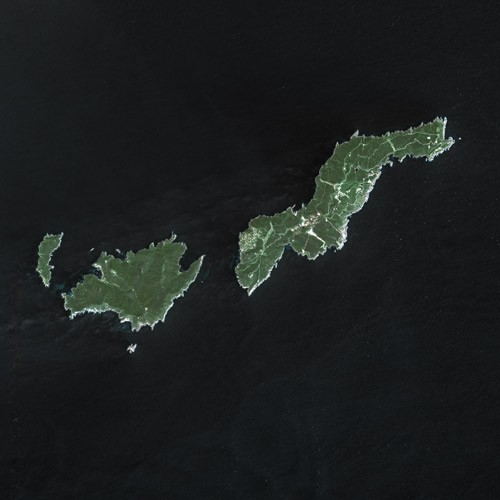
Port Cros visto desde el satélite

Fue fundado en 1963 después de que la isla de Port-Cros fuese legada al estado. El estado es el único propietario de la isla, que es un área protegida natural. 